# Chelegnophos
Chelegnophos là một chi bướm đêm thuộc họ Geometridae.

## Các loài
- Chelegnophos alaianus Viidalepp, 1988
- Chelegnophos badakhshanus (Wiltshire, 1967)
- Chelegnophos fractifasciata (Püngeler, 1901)
- Chelegnophos orbicularia (Püngeler, 1904)
- Chelegnophos puengeleri (Bohatch, 1910)
- Chelegnophos ravistriolaria (Wehrli, 1922)
- Chelegnophos tholeraria (Wehrli, 1922)